# Жовта пташка (коктейль)
Жовта пташка (англ. Yellow bird) — коктейль на основі білого рому, лікеру Galliano, лікеру Triple Sec та соку лайма. Класифікується як коктейль на весь день (англ. All day cocktail). Належить до офіційних напоїв Міжнародної асоціації барменів (IBA), категорія «Напої нової ери» (англ. New Era Drinks).

## Спосіб приготування
Склад коктейлю «Yellow bird»:
- білий ром — 30 мл (3 cl),
- лікер Galliano — 15 мл (1,5 cl),
- лікер Triple Sec — 15 мл (1,5 cl),
- сок лайма — 15 мл (1,5 cl).